# Hans Herbert Fiedler
Hans Herbert Fiedler (* 10. November 1907 in Triest; † 14. Februar 2004 in München) war ein deutscher Opernsänger (Bass) und Schauspieler.
Seine bekannteste Rolle war die des Moses in der Uraufführung von Arnold Schönbergs Oper Moses und Aron 1954. Fiedler galt auch als Spezialist für Sprechgesang.

## Leben
Fiedler studierte zunächst Germanistik und Schauspiel an der Universität Graz. 1930 debütierte er am Theater von Troppau in Böhmen (heute Opava), wo er bis 1935 in verschiedenen Rollen auftrat. Anschließend ging er ans Volkstheater München. Von 1937 bis 1940 arbeitete er als Radiosprecher für den Sender München. Während dieser Zeit begann er sich für die Oper zu interessieren und studierte Gesang zunächst in München und später bei Moretti in Salzburg.
Sein Operndebüt absolvierte Fiedler 1940 am Landestheater Salzburg in der Rolle des Papageno in Wolfgang Amadeus Mozarts Zauberflöte. Zwei Spielzeiten sang er am dortigen Opernhaus, bevor er  für die Jahre 1942–1943 nach Aussig wechselte. Als Nächstes wurde er Ensemblemitglied des Stadttheaters Bremen, wo er von 1943 bis 1953 sang. Nach einer Verpflichtung ans Stadttheater Mainz (1943–55) verlegte er seinen Schwerpunkt mehr hin zum Konzertrepertoire, obwohl er weiter gelegentlich in Bühnenwerken zu sehen war. Aufsehen erregte seine Interpretation der Solobassstimme in der deutschen Erstaufführung von Bartóks Cantata Profana in Köln 1954.
Fiedler trat auch regelmäßig als Gastsänger an verschiedenen Opernhäusern und bei Opernfestspielen auf. 1947 sang er in mehreren Inszenierungen der Oper Düsseldorf. 1951 wirkte  er in der Uraufführung von Hans Werner Henzes Oper Ein Landarzt mit. Am 12. März 1954 sang er die Rolle des Moses in der Weltpremiere von Schönbergs Moses und Aron. Diese wurde zunächst konzertant aufgeführt, aber Fiedler stand auch in der ersten szenischen Inszenierung im Zürcher Opernhaus am 6. Juni 1957 im Rahmen der Weltmusiktagen der Internationalen Gesellschaft für Neue Musik (ISCM World Music Days) auf der Bühne. 1955 interpretierte er den Kardinal von Lothringen in Hans Pfitzners Palestrina bei den Salzburger Festspielen.
1965 beendete Fiedler seine aktive Gesangskarriere und wurde Gesangspädagoge am Richard-Strauss-Konservatorium in München.

## Repertoire
Fiedlers reiches Repertoire umfasste deutsche, italienische, französische, tschechische und russische Opern. Zu seinen erfolgreichsten Bühnenrollen gehörten der Graf Almaviva in Mozarts Hochzeit des Figaro, die Titelrolle in Peter Tschaikowskis Eugen Onegin, der Rodrigo in Giuseppe Verdis Don Carlos, der Jago in Verdis Otello, der Scarpia in Giacomo Puccinis Tosca, der Beckmesser in Die Meistersinger von Nürnberg von Richard Wagner, die Titelrolle in Mussorgskis Boris Godunow und des Jochanaan in Salome von Richard Strauss.